# Помещик, Василий Иванович
Василий Иванович Помещик (1923—1975) — советский военный лётчик. Участник Великой Отечественной войны. Герой Советского Союза (1945). Полковник.

## Биография
Василий Иванович Помещик родился 30 декабря 1923 года на железнодорожной станции Тоннельная, расположенной рядом со станицей Верхнебаканская Таманского отдела Кубанской области РСФСР СССР (ныне в черте посёлка Верхнебаканский Новороссийского района Краснодарского края) в семье рабочего-железнодорожника. Русский. Окончил 7 классов Верхнебаканской неполной средней школы и школу фабрично-заводского ученичества в городе Таганроге. Работал слесарем на военном заводе № 31 (бывший Таганрогский аэропланный завод). Одновременно учился в аэроклубе, однако из-за начала войны курс обучения не закончил.
В ряды Рабоче-крестьянской Красной Армии был призван в июле 1941 года и направлен в Ейское военно-морское авиационное училище имени Сталина, которое в скором времени было эвакуировано в Моздок, а затем в Борское Куйбышевской области. В действующей армии с декабря 1942 года. Воевал десантником на Северном и Степном фронтах. В военно-воздушных силах сержант В. И. Помещик с 23 июня 1944 года в составе 103-го штурмового авиационного полка 230-й штурмовой авиационной дивизии 4-й воздушной армии 2-го Белорусского фронта. Воевал на штурмовике Ил-2. Участник операции «Багратион». В боях за освобождение Белоруссии (Могилёвская, Минская, Белостокская и Осовецкая операции) совершил около 60 боевых вылетов на штурмовку скоплений живой силы и техники противника, его военной инфраструктуры, прикрытие своих наземных частей и перенацеливание радиостанций наведения. За отличие в Белорусской стратегической операции Помещик был награждён двумя правительственными наградами и повышен в звании до старшего сержанта.
К началу октября 1944 года прошёл переаттестацию и получил звание младшего лейтенанта. Быстро набирался боевого опыта и скоро стал асом противозенитного манёвра. Во время боевых вылетов ему всё чаще доверяли роль заместителя ведущего группы штурмовиков, а затем и ведущего группы. С января 1945 года 230-я штурмовая авиационная дивизия, действуя с аэродромов Гросс Шиманен, Гросс Козлув и Фосвинкель (в пяти километрах от польского города Грудзёндз), участвовала в Млавско-Эльбингской операции 2-го Белорусского фронта, осуществляемой в рамках Восточно-Прусской операции, и Восточно-Померанской операции. Во время боёв в Восточной Пруссии и Померании экипажи дивизии, в том числе и экипаж младшего лейтенанта В. И. Помещика, сосредоточились на уничтожении узлов немецкой обороны, препятствовавших продвижению наземных войск, а также на ликвидации окружённых группировок и разгроме колонн отступающего противника. В конце марта 1945 года принимал участие в штурме Гдыни и Данцига.
К середине апреля 1945 года младший лейтенант Помещик совершил 145 успешных боевых вылетов, в том числе 12 в качестве ведущего группы, в ходе которых противнику был нанесён существенный урон в живой силе и технике. Характеризуя лётчика в представлении к званию Героя Советского Союза, командир 103-го штурмового авиационного полка подполковник И. А. Ермилов писал:

«Придя в часть в период напряжённой боевой работы по поддержке наступательных действий 2-го Белорусского фронта по освобождению Советской Белоруссии, — он отдавал свои силы на приобретение боевого опыта. Упорно совершенствуя своё боевое мастерство, прошёл путь от рядового лётчика до ведущего группы. Группы, где т. Помещик был заместителем ведущего, неоднократно нацеливали на более важные цели. Отлично владея радиосвязью, он много помогал ведущему найти новую цель и правильно построить противозенитный манёвр. В трудных метеоусловиях отлично ориентируется в воздухе. После каждого боевого вылета даёт ценные разведданные о противнике, указывает их точное местонахождение. Умело и мужественно выполняет боевые задачи в зоне сильного зенитного огня».
— ЦАМО, фонд 33, опись 793756, единица хранения 38.
На завершающем этапе войны Василий Иванович участвовал в Берлинской операции, в ходе которой он совершил ещё 16 боевых вылетов. Война для него закончилась 5 мая 1945 года на территории Германии. Звание Героя Советского Союза младшему лейтенанту Помещику Василию Ивановичу было присвоено указом Президиума Верховного Совета СССР 18 августа 1945 года.
После войны Помещик продолжил службу в военно-воздушных силах СССР. Служил на различных командных должностях в авиационных частях в городе Броды Львовской области, в Ташкенте и в составе группы советских войск в Германии. В запас В. И. Помещик уволился в 1975 году в звании полковника. Поселился в Краснодаре, устроился на работу инженером по строительству Ленинского райисполкома города. 5 октября 1975 года погиб в автомобильной катастрофе. Похоронен в Краснодаре на Славянском кладбище.

## Награды
- Медаль «Золотая Звезда» (18.08.1945);
- орден Ленина (18.08.1945);
- два ордена Красного Знамени (05.11.1944; 22.02.1945);
- орден Отечественной войны 2-й степени (13.08.1944);
- два ордена Красной Звезды (15.07.1944; 1956);
- медали.

## Память

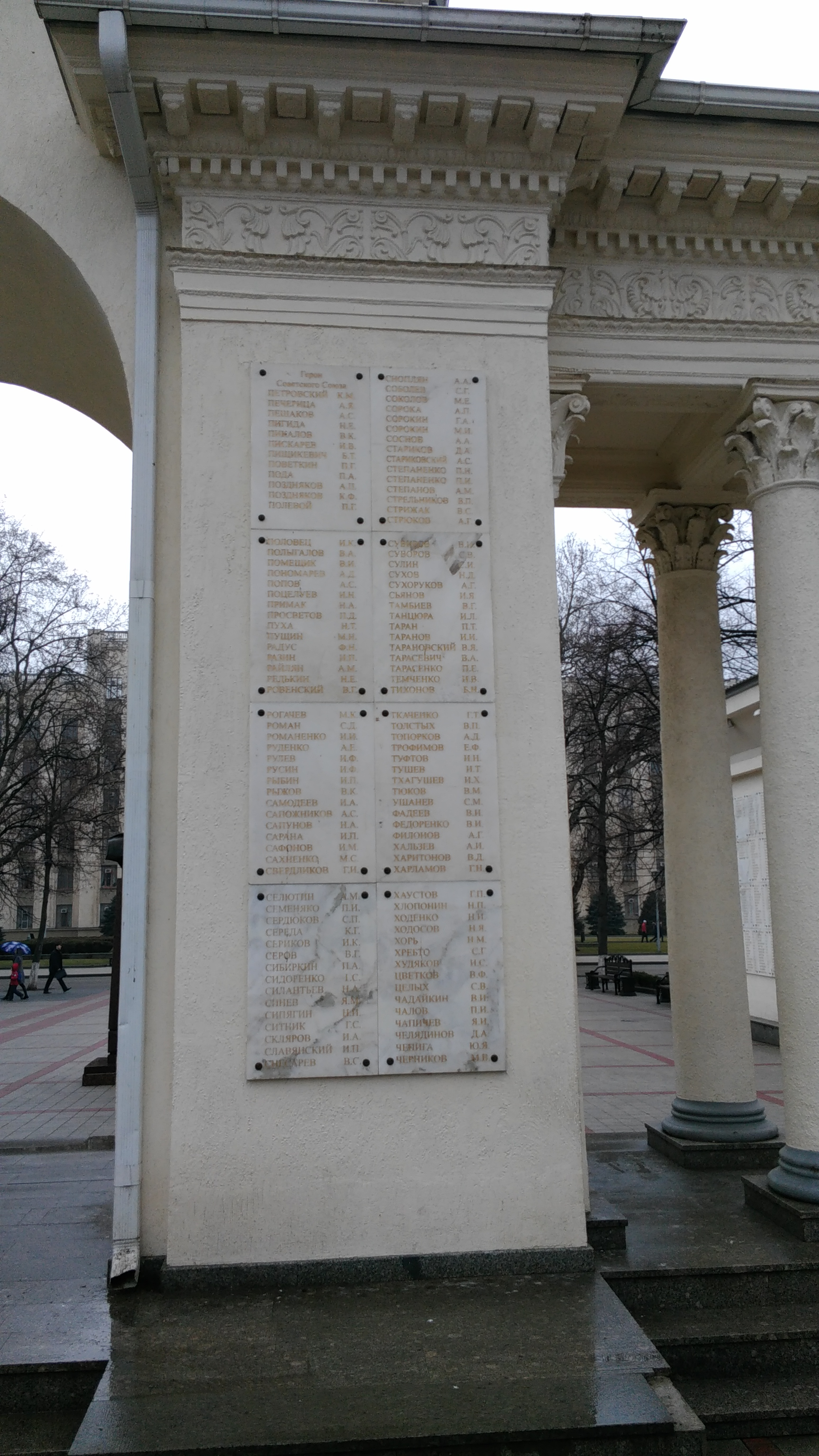
Имя Героя на мемориальной арке в Краснодаре.(П-Ч)

- Имя Героя увековечено на мемориальной арке в Краснодаре.
- Имя Героя высечено золотыми буквами в зале Славы Центрального музея Великой Отечественной войны в Парке Победы города Москвы.
- Имя Героя Советского Союза В. И. Помещика увековечено на памятной доске в школе № 14 посёлка Верхнебаканский. В школьном музее есть экспозиция, посвящённая В. И. Помещику.

## Документы
- Общедоступный электронный банк документов «Подвиг Народа в Великой Отечественной войне 1941—1945 гг.» Дата обращения: 29 сентября 2012. Архивировано из оригинала 13 марта 2012 года.

Представление к званию Героя Советского Союза. Дата обращения: 29 сентября 2012. Архивировано 1 ноября 2012 года.
Указ ПВС СССР о присвоении звания Героя Советского Союза. Дата обращения: 29 сентября 2012. Архивировано 1 ноября 2012 года.
Орден Красного Знамени (наградной лист и приказ о награждении от 05.11.1944). Дата обращения: 29 сентября 2012. Архивировано 1 ноября 2012 года.
Орден Красного Знамени (наградной лист и приказ о награждении от 22.02.1945). Дата обращения: 29 сентября 2012. Архивировано 1 ноября 2012 года.
Орден Отечественной войны 2-й степени (наградной лист и приказ о награждении). Дата обращения: 29 сентября 2012. Архивировано 1 ноября 2012 года.
Орден Красной Звезды (наградной лист и приказ о награждении от 05.07.1944). Дата обращения: 29 сентября 2012. Архивировано 1 ноября 2012 года.